# ألين هربرت
ألين هربرت (20 أكتوبر 1852 - 14 سبتمبر 1897) (بالإنجليزية: Allen Herbert)‏ هو لاعب كريكت بريطاني.

## وصلات خارجية
- ألين هربرت على موقع إي آس بي آن كريك إنفو (الإنجليزية)